# (555820) 2014 EA52
(555820) 2014 EA52 est un cubewano d'un diamètre est estimé à 458 km, ce qui le qualifie comme un candidat au statut de planète naine.